# Hide in Your Shell
"Hide in Your Shell" is een nummer van de Britse band Supertramp. Het nummer verscheen niet op single, maar kwam op 1974 uit als de derde track op hun album Crime of the Century.

## Achtergrond
"Hide in Your Shell" wordt zoals de meeste nummers van Supertramp toegeschreven aan zowel Roger Hodgson als Rick Davies vanwege een contractuele overeenkomst, maar Hodgson heeft in de albumnotities bij de heruitgave van Crime of the Century in 2014 ter gelegenheid van de veertigste verjaardag van het album aangegeven dat hij de enige schrijver van het nummer is. Hij schreef hierbij: "Ik was 23 toen ik dat nummer schreef, was verward over het leven en net zoals veel mensen van die leeftijd probeerde ik mijn onzekerheden te verbergen. Ik was altijd in staat om mijn innerlijke gevoelens meer openlijk te uiten in nummers en "Hide in Your Shell" kwam in me op in een tijd waarin ik erg eenzaam was - eenzaam in zowel het leven als in de band - zonder iemand die mijn spirituele zoektocht deelde."
In een interview vertelde Hodgson over "Hide in Your Shell" dat het nummer veel mensen raakte: "Het raakte een zenuw, als er een nummer is dat meer wordt aangevraagd dan anderen, is het dat nummer. Het lijkt erop alsof het veel mensen aanspreekt die hetzelfde voelen of gevoeld hebben. Het drukt eenzaamheid uit, het drukt vervreemding uit, en het vertelt dat liefde het antwoord is; iedereen is ooit door een fase gegaan waarin zij huilden om maar een soort van liefde in hun leven te krijgen, en het spreekt op veel verschillende manieren de menselijke conditie aan. En veel mensen hebben het opgezet toen zij het moeilijk hadden en zochten erin naar troost. Die kwaliteit als liedjesschrijver geeft me veel voldoening en geluk omdat ik andere nummers ken die hetzelfde voor mij hebben gedaan in mijn leven en het is geweldig om een nummer te hebben geschreven dat hetzelfde doet voor andere mensen in hun leven."
Scott Gorham is een van de achtergrondzangers op "Hide in Your Shell"; zijn zwager en goede vriend Bob Siebenberg was op dat moment de drummer van Supertramp. Er werd overwogen om Gorham als extra gitarist op te nemen in de band, maar doordat hij lang moest sparen voor een vliegticket, hadden ze voor zijn aankomst in Engeland al John Helliwell als saxofonist aangenomen. Gorham zou later gitarist worden van Thin Lizzy. Tevens is op het nummer een anonieme straatmuzikant op een zingende zaag te horen.

## NPO Radio 2 Top 2000
| Nummer met noteringen in de NPO Radio 2 Top 2000 | '05  | '06 | '07 | '08  | '09 | '10 | '11  | '12 | '13 | '14 | '15 | '16  | '17  | '18  | '19  | '20  | '21  | '22  | '23  | '24  |
| ------------------------------------------------ | ---- | --- | --- | ---- | --- | --- | ---- | --- | --- | --- | --- | ---- | ---- | ---- | ---- | ---- | ---- | ---- | ---- | ---- |
| Hide in Your Shell                               | 1308 | 966 | 843 | 1399 | 914 | 976 | 1076 | 849 | 887 | 931 | 988 | 1313 | 1328 | 1434 | 1453 | 1754 | 1673 | 1649 | 1676 | 1614 |

1. ↑  Een vetgedrukt getal geeft de hoogste notering aan.
2. ↑  2005 was het eerste jaar met een notering voor dit nummer.